# Jacksonville (Arkansas)
Jacksonville és una població dels Estats Units a l'estat d'Arkansas. Segons el cens del 2007 tenia 31.190 habitants.

## Demografia
Segons el cens del 2000, Jacksonville tenia 29.916 habitants, 10.890 habitatges, i 8.004 famílies. La densitat de població era de 437,9 habitants/km².
Dels 10.890 habitatges en un 40,2% hi vivien nens de menys de 18 anys, en un 55,1% hi vivien parelles casades, en un 14,6% dones solteres, i en un 26,5% no eren unitats familiars. En el 22% dels habitatges hi vivien persones soles el 5,9% de les quals corresponia a persones de 65 anys o més que vivien soles. El nombre mitjà de persones vivint en cada habitatge era de 2,64 i el nombre mitjà de persones que vivien en cada família era de 3,08.
Per edats la població es repartia de la següent manera: un 29% tenia menys de 18 anys, un 12,8% entre 18 i 24, un 33,2% entre 25 i 44, un 17,6% de 45 a 60 i un 7,3% 65 anys o més.
L'edat mediana era de 30 anys. Per cada 100 dones de 18 o més anys hi havia 98,4 homes.
La renda mediana per habitatge era de 35.460 $ i la renda mediana per família de 40.381 $. Els homes tenien una renda mediana de 26.708 $ mentre que les dones 21.804 $. La renda per capita de la població era de 16.369 $. Entorn de l'11,9% de les famílies i el 14,2% de la població estaven per davall del llindar de pobresa.

## Poblacions més properes
El següent diagrama mostra les poblacions més properes.